# Veščica, Murska Sobota
Veščica (madžarsko Falud) je naselje v Občini Murska Sobota.